# Loan Felisardo
Loan Felisardo (...) è un giocatore di football americano brasiliano, che gioca come wide receiver per i Vasco Almirantes.

## Palmarès
- 1 Brasil Bowl (Fluminense Imperadores, 2011)
- 1 Campeonato Carioca de Futebol Americano (Vasco Almirantes, 2019)